# Tallusia forficala
Tallusia forficala là một loài nhện trong họ Linyphiidae.
Loài này thuộc chi Tallusia. Tallusia forficala được miêu tả năm 1986 bởi Zhu & Tu.